# كينان سوفوجلو
كينان سوفوجلو (بالتركية: Kenan Sofuoğlu)‏ مواليد 25 أغسطس 1984 في صقاريا، تركيا، هو متسابق دراجات نارية تركي فاز ببطولة العالم للسوبرسبورت. نافس في بطولة العالم للسوبربايك.

## البطولات
- بطولة العالم للسوبرسبورت 2007
- بطولة العالم للسوبرسبورت 2010
- بطولة العالم للسوبرسبورت 2012 [2]

## روابط خارجية
- كينان سوفوجلو على موقع MotoGP.com (الإنجليزية)
- كينان سوفوجلو على موقع WorldSBK.com (الإنجليزية)